# 23 × 152 мм

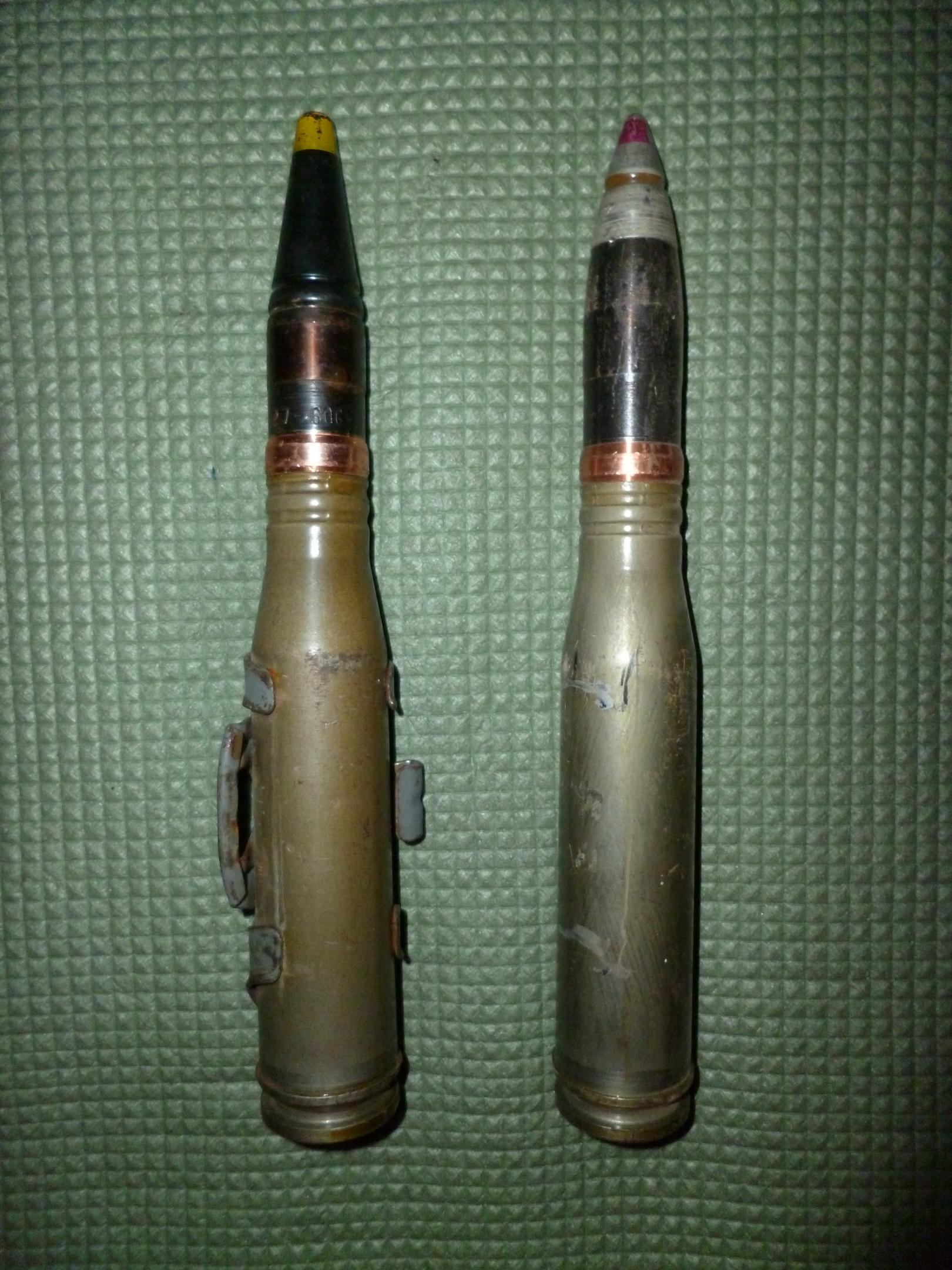
23 мм бронебійно-запалювальний-трасуючий (з елементом кріплення на стрічку) та осколково-запалювальний набої

23×152 мм — унітарний набій для артилерійських систем.

## Історія
Снаряд був розроблений в СРСР на початку 1941 року і спочатку використовувався в авіаційній гарматі ВЯ, яка встановлюється на штурмовики Іл-2. Після закінчення Другої світової війни надходив на озброєння армій соціалістичних держав (разом зі зброєю радянського виробництва).
Використовувався у вкладних стволиках для практичної стрільби з гармат танків і САУ.
Після війни на базі патрона ВЯ створений патрон для зенітних автоматів 2А7 («Шилка») і 2А14 (ЗУ-23-2).

## Варіанти
- бронебійний запалювальний трасуючий (БЗТ)
- осколковий запалювальний (ОЗ)
- осколковий запалювальний трасуючий (ОЗТ).